# Nacionalismo estremenho

Bandeira nacionalista estremenha.

O nacionalismo estremenho (em estremenho:  nacionalismu estremeñu) é um movimento político pouco desenvolvido da comunidade autónoma espanhola da Estremadura.

## História
Na comunidade autónoma espanhola da Estremadura houve tentativas de criar movimentos que foram além do típico regionalismo estremenho que não prosperaram. Atualmente não existem movimentos totalmente nacionalistas organizados, nem partidos nacionalistas registados na Estremadura. No entanto, em 2007 o PREx da Coligação Estremenha (PREx-CREx), começou a reconhecer o carácter nacional da Estremadura, embora não tenha alterado a sua linha regionalista para um possível nacionalismo estremenho.
As tendências mais próximas têm posições mais reivindicativas relacionadas ao estremenho do que aos regionalistas. Em 1999 foi inscrito no registo de partidos políticos o Bloco Nacionalista Estremenho. Certos movimentos de extrema-esquerda de âmbito estremenho como o Bloco Popular da Estremadura (BPEX) em 1980, tiveram relações com outros movimentos soberanistas ou independentistas de esquerda de outras zonas. Em 1986 o Bloco Revolucionário da Estremadura ocupou a câmara municipal de Majadas de Tiétar.
Segundo os inquéritos, os estremenhos estão entre os que se sentem mais identificados com a Espanha ou até mesmo a frente neste aspeto, enquanto na questão de como se sentem orgulhosos de pertencer à Estremadura, os resultados também estão entre os mais altos. Na questão que contrasta os sentimentos estremenhos e espanhóis, os resultados não são muito diferentes dos de outras comunidades como Aragão. Num inquérito realizado pela CEPS-multiprofissional em 2005, 4,2% dos estremenhos entrevistados afirmaram sentir-se "apenas estremenhos", enquanto que nos inquéritos realizados pelo Centro de Investigações Sociológicas, os números variam entre 0,6% e 3%.